# Deilephila
A Deilephila a rovarok (Insecta) osztályának a lepkék (Lepidoptera) rendjébe, ezen belül a szenderfélék (Sphingidae) családjába tartozó nem.

## Rendszerezés
A nembe az alábbi 4 faj tartozik:
- Deilephila askoldensis (Oberthür, 1879)
- szőlőszender (Deilephila elpenor) (Linnaeus, 1758) - típusfaj
- piros szender (Deilephila porcellus) Linnaeus, 1758
- Deilephila rivularis (Boisduval, 1875)

A korábban idesorolt oleanderszendert (Deilephila nerii), manapság áthelyezték a Daphnis nembe, Daphnis nerii néven.

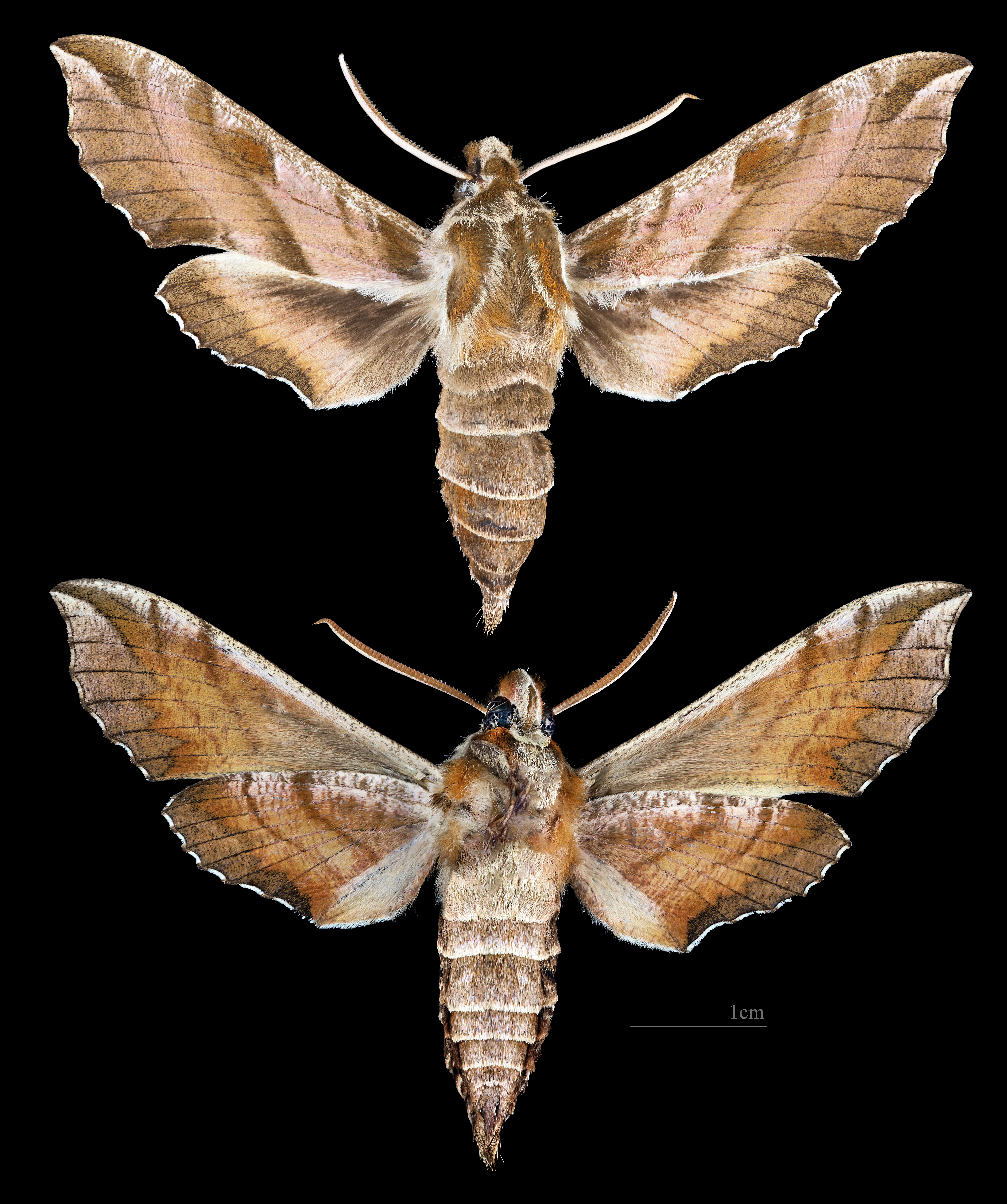
Deilephila askoldensis
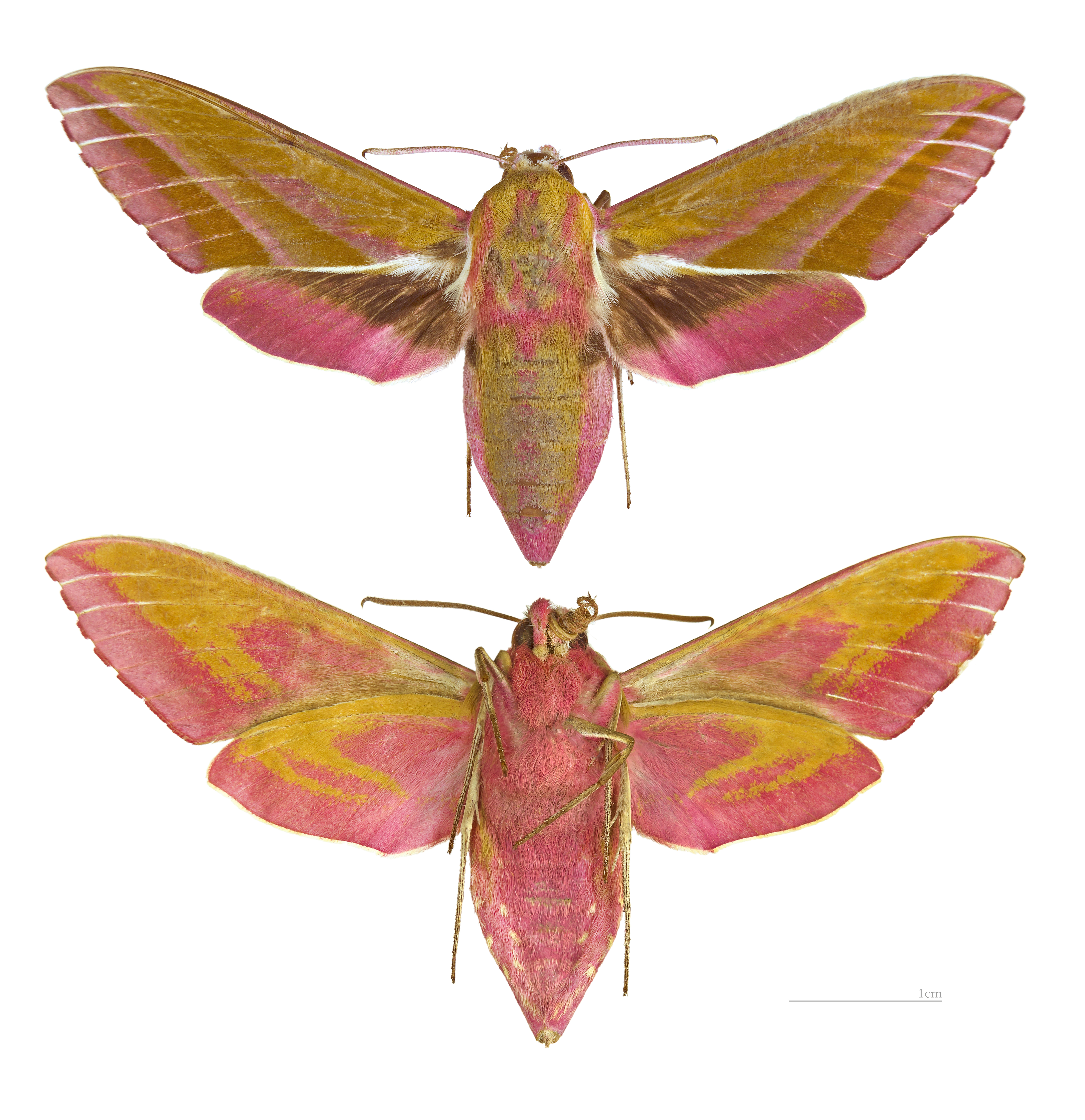
Deilephila elpenor
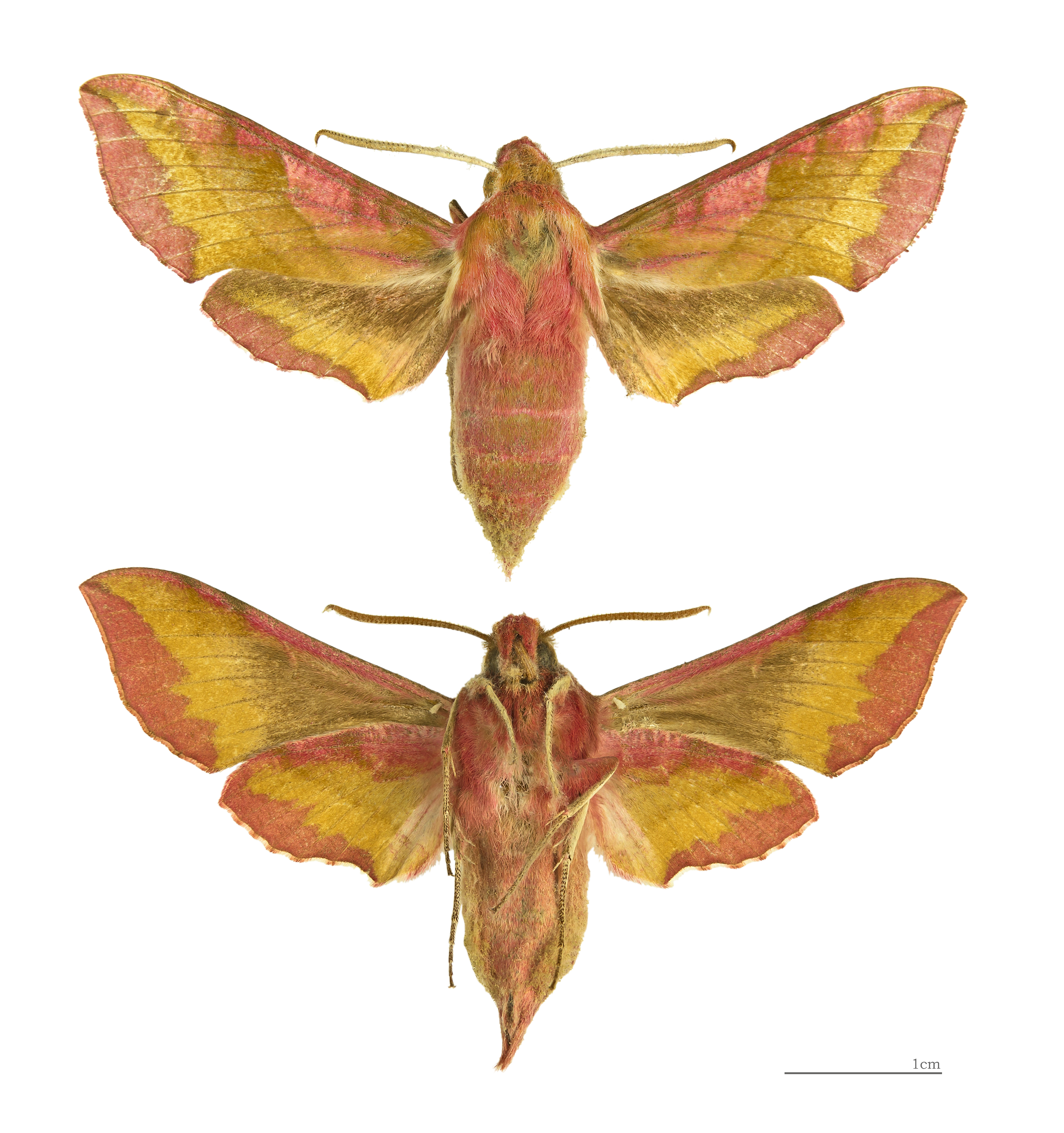
Deilephila porcellus

## Fordítás
- Ez a szócikk részben vagy egészben  a   Deilephila című angol Wikipédia-szócikk ezen változatának fordításán alapul.  Az eredeti cikk szerkesztőit annak laptörténete sorolja fel. Ez a jelzés csupán a megfogalmazás eredetét és a szerzői jogokat jelzi, nem szolgál a cikkben szereplő információk forrásmegjelöléseként.